# 知识产权出版社
知识产权出版社是中华人民共和国国家知识产权局主管主办的专利文献法定出版单位，成立于1980年，社址位于北京，原名专利文献出版社。知识产权出版社是中华人民共和国新闻出版总署批准的国家级出版社，在2000年被评为良好出版社。

## 资料来源
1. ↑  . www.sipo.gov.cn. 国家知识产权局. 2008-06-24  [2017-12-20]. （原始内容存档于2020-08-03）.